# Tetramerium glutinosum
Tetramerium glutinosum är en akantusväxtart som beskrevs av Gustav Lindau och Loesen.. Tetramerium glutinosum ingår i släktet Tetramerium och familjen akantusväxter. Inga underarter finns listade i Catalogue of Life.